# Bertário (mordomo do palácio)
Bertario (Berchier, Berthier) († 688) é um prefeito do palácio da Nêustria de 686 a 688 sob Teodorico III.

## Biografia
Ele desposou Anstruda, filha de Varato, prefeito do palácio da Nêustria, e de Ansefléde. Em 686, o seu padrasto Varato morreu  e Anseflède sua viúva, organiza-se para fazer nomear seu filho. Mas Berchaire tenta retornar à política de Ebroin, o antigo prefeito do palácio, e tenta submeter os nobres ao poder central .O descontentamento aumenta, os poderosos como São Rieul, bispo de Reims exilam-se e se refugiam na Austrasia, onde ele incita Pepino de Herstal, prefeito do palácio da Austrásia a lutar e caçar Berchaire.
A guerra é declarada, e Berchaire é batido por Pepino em Tertry em junho de 687. A fim de poder negociar a paz com Pepino, Ansefléde faz assassinar e seu filho e casa a sua filha Adaltruda, filha de Berchaire e Anstrude com Drogo, duque de Champanhe, filho de Pepino.